# 第一代希尔子爵罗兰·希尔

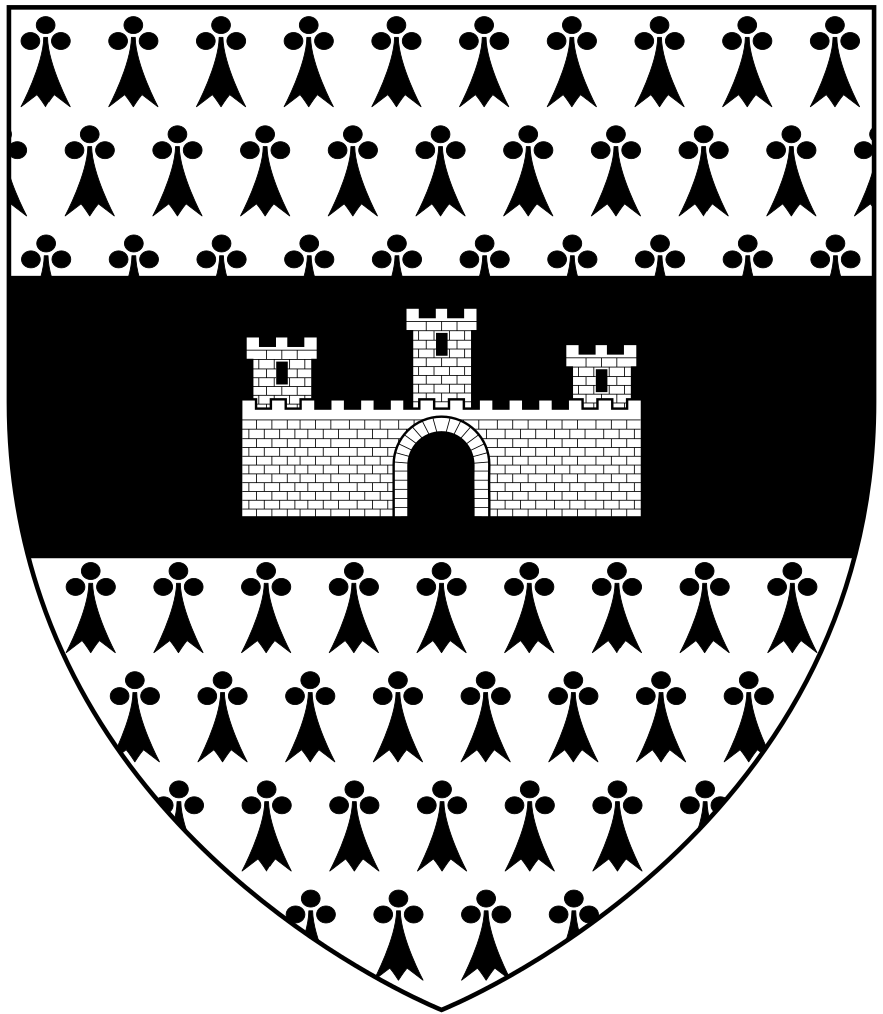
希尔子爵的纹章

第一代希尔子爵罗兰·希尔陆军上将 GCB，GCH（1772年8月11日—1842年12月10日）是一名英国陆军军官。希尔曾在拿破仑战争中先后指挥步兵旅、步兵师和第2军团。希尔后于1828年成为英国陆军总司令。

## 背景和早年生涯
希尔于1772年8月11日出生于什罗普郡。他是当地地主第三代从男爵约翰·希尔爵士（Sir John Hill，3rd Baronet）和夫人玛丽的第二个儿子。
希尔早年在切斯特的国王学院接受教育，后于1790年被委任进入第38（斯塔福德郡）步兵团。他于1791年1月27日晋升中尉。同年3月16日，在休假一段时间后，希尔转入第53（什罗普郡）步兵团。1793年3月30日，希尔获命组建一个独立连队并被授予上尉军衔。
希尔在1793年秋天的土伦围城战中担任奥哈拉将军的副官，负责向伦敦发送急件。后来，希尔于同年11月16日转至科尼利厄斯·库勒少将（Cornelius Cuyler）的独立部队之一。1794年，希尔协助托马斯·格雷厄姆（Thomas Graham）组建第90（珀斯郡志愿者）步兵团，为此他于该年5月27日晋升少校，后于7月26日晋升中校。希尔于1800年1月1日晋升上校。
1801年，希尔指挥第90步兵团在埃及的阿布基尔湾登陆，作为拉尔夫·阿伯克龙比爵士埃及远征军的一部分：希尔在战斗中被火枪击中头部而受重伤。在接下来的几周里，希尔随部队将法军赶出埃及。希尔后于1803年成为准将，1805年11月2日晋升少将。

## 半岛战争
在半岛战争期间，希尔在罗利萨之战和1808年的维梅鲁之战中指挥一个步兵旅。不久后，希尔参加了约翰·摩尔爵士1808年至1809年在西班牙的作战行动，并在科鲁尼亚战役中继续指挥一个步兵旅。在第二次波尔图战役中，希尔加入威灵顿的军队，并带领自己的旅发动了一场横跨杜罗河的进攻，最终将苏尔特元帅的法国军团击溃。
希尔在塔拉维拉战役中指挥第2步兵师。战斗的前一天晚上，克劳德·维克托元帅带领法军部队发动了突然袭击，横扫了国王德意志军团的两个步兵营，并占领了一个关键高地。希尔随后在黑暗中率领一个后备步兵旅向法军阵地推进，在随后的短暂冲突中，希尔被一名法军士兵发现并险些被俘，但他的部队最终成功夺回这一高地。
在安德烈·马塞纳元帅于1810年入侵葡萄牙期间，希尔指挥第2步兵师参加了布萨科战役。1811年秋天，威灵顿让希尔率领16,000名士兵监视巴达霍斯。希尔于1811年12月30日晋升中将。1812年1月21日，希尔获得布莱克尼斯城堡总督这一荣誉职位。同年2月22日，他获得巴斯勋章。1812年5月4日，他被授予葡萄牙塔与剑骑士大十字勋章。
1812年5月，在占领巴达霍斯之后，希尔领导了第二波袭击，在阿尔马拉斯战役中摧毁了一座关键桥梁。在威灵顿主力部队参加萨拉曼卡战役的同时，希尔麾下18,000人的独立军负责保护巴达霍斯，其中包括英国第2步兵师、约翰·汉密尔顿的葡萄牙师和威廉·厄斯金的第2骑兵师。
在占领马德里后，希尔负责指挥一支30,000人的军队。在接下来的战役期间，希尔负责指挥英军的右翼部队，并于1813年6月21日的维多利亚战役中取得决定性胜利。希尔随后还参加了比利牛斯山脉战役。在对法国南部的入侵中，希尔的军团由威廉·斯图尔特的第2师、葡萄牙师和巴勃罗·莫里洛的西班牙步兵师组成。由于他在这些战役中起到的领导作用，希尔于1813年10月7日被授予一枚奖章和两个勋章。同年11月10日，希尔继续在尼维尔战役中指挥右翼军团。
1813年12月13日，在尼夫战役期间，希尔在圣皮埃尔德伊鲁布（St-Pierre d'Irube）保卫战中表现出色。当时希尔带着他的14,000名士兵和10门大炮被一座断桥阻拦在尼维河东岸，最终在东岸挡住了苏尔特元帅30,000名士兵和22门火炮的进攻。希尔在险象环生的时刻多次亲自集结军团，挽救看似不可逆转的局面。后来，希尔参与了奥尔泰兹和图卢兹战役。威灵顿提到：“希尔最好的地方在于我总是知道在哪里可以找到他。”1814年7月13日，希尔被任命为赫尔总督。
希尔在军中的绰号是“爸爸希尔”，因为他贴心照顾他的士兵并得到部下的拥护。有一次，希尔为一名到达他司令部的受伤军官提供了一个午餐篮。还有一次，一位中士给希尔送了一封信，这位中士除了希望得到希尔的点头致谢之外别无所求，但当将军为他安排了晚餐和过夜的地方时，这名中士大吃一惊。第二天，希尔还给了这名中士一些食物和一英镑。
1812年至1814年期间，希尔当选什鲁斯伯里的国会议员，当时他还获得了一个贵族头衔。尽管身上的军事职责使他在升入上议院之前都无法出席下议院议事，但贵族身份还是给他带来了2,000英镑的退休金。
希尔自1809年1月14日起任第3驻军营的荣誉指挥官。1809年9月23日起，希尔任第94步兵团荣誉指挥官，自1815年4月29日起任第72步兵团荣誉指挥官，1830年11月19日，希尔成为皇家骑兵卫队荣誉指挥官。

## 滑铁卢和晚年生涯

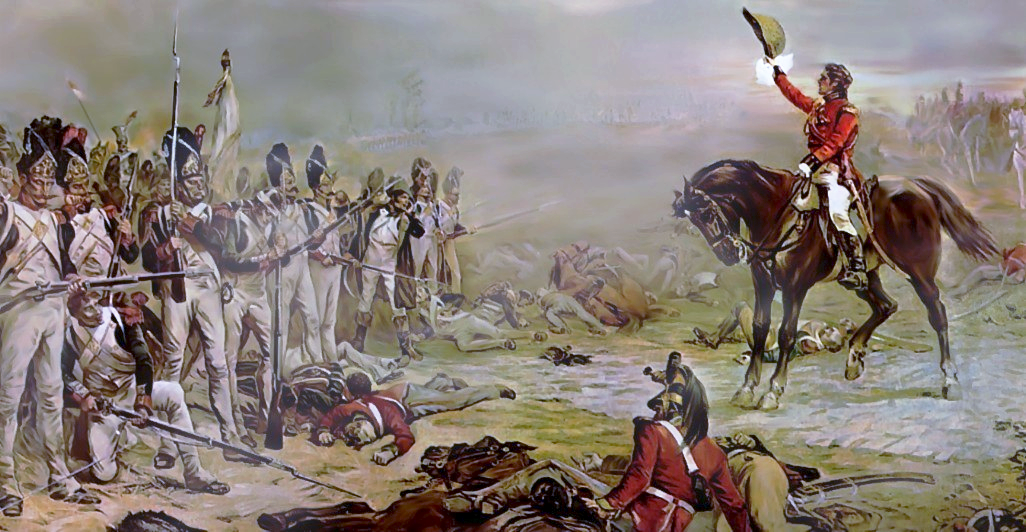
滑铁卢战役末期，希尔请求帝国卫队的残部投降

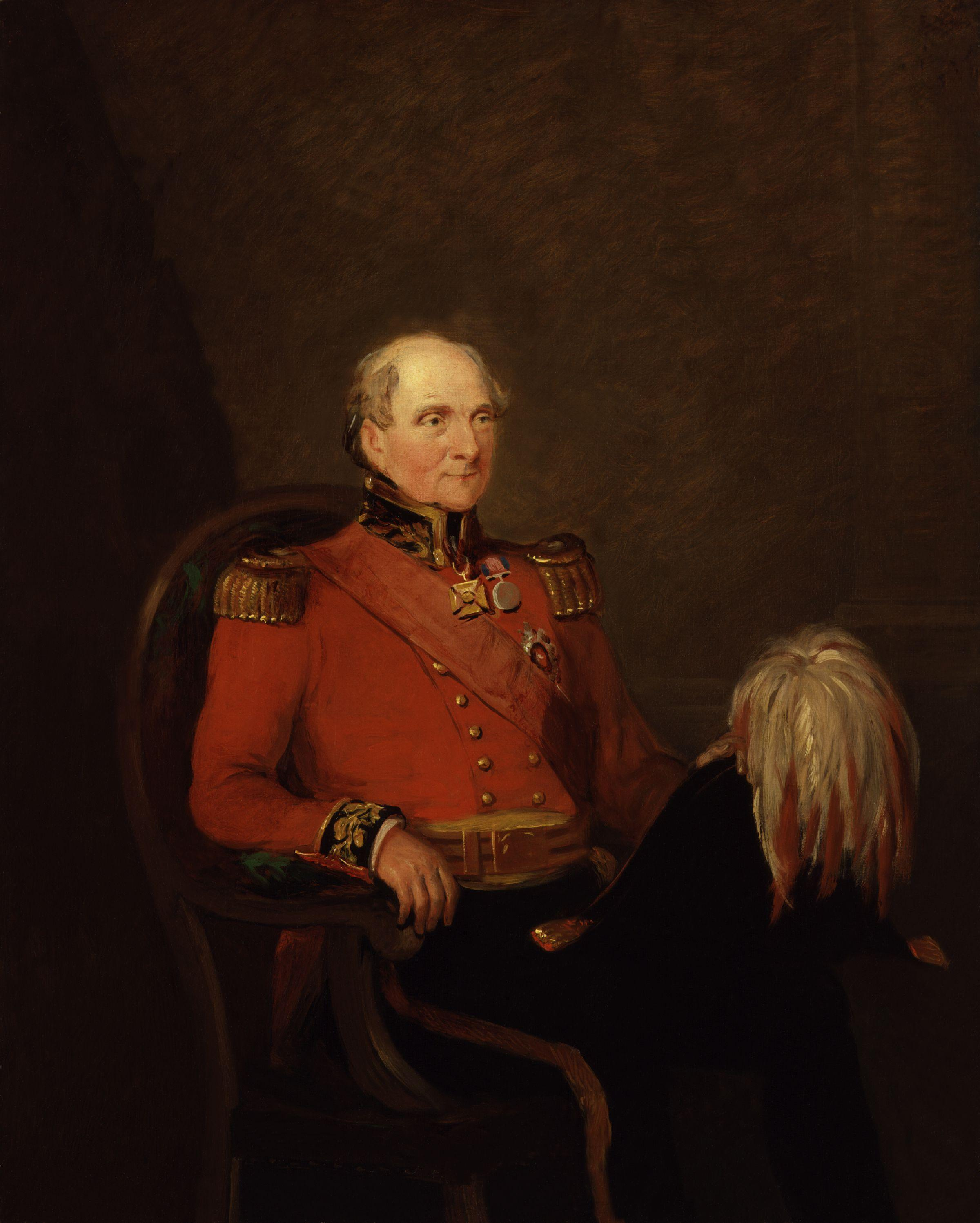
希尔参加1836年在阿普斯利邸宅举行的年度滑铁卢战役纪念宴会

希尔在滑铁卢战役中继续指挥第2军。在战斗接近尾声时，他随着弗雷德里克·亚当爵士（Sir Frederick Adam）的步兵旅发起冲锋，并袭击了帝国卫队的阵地。希尔在战斗结束后写信给他的妹妹，“我相信从古至今从来没有像滑铁卢那样规模的战役。”战争结束后，希尔继续在驻法国的军队中服役，直到英国与1818年撤军。
滑铁卢战役后，希尔获得了盟国的多项奖励。1815年1月4日，他获得巴斯骑士大十字勋章。1815年8月21日，他获得玛丽亚·特蕾莎骑士指挥官勋章和俄罗斯圣乔治骑士勋章。1815年8月27日，荷兰国王威廉一世向他颁发威廉骑士指挥官军事勋章。在1821年乔治四世的加冕典礼上，希尔勋爵在从威斯敏斯特宫到西敏寺的游行队伍中手持英格兰旗帜。从1828年到1842年，希尔接替威灵顿担任陆军总司令。1830年6月18日，希尔被任命为普利茅斯总督，后于1842年9月22日获得子爵爵位。
希尔于1842年12月10日在什罗普郡海德纳尔的海德威克庄园去世。他被安葬在海德纳尔的墓地。

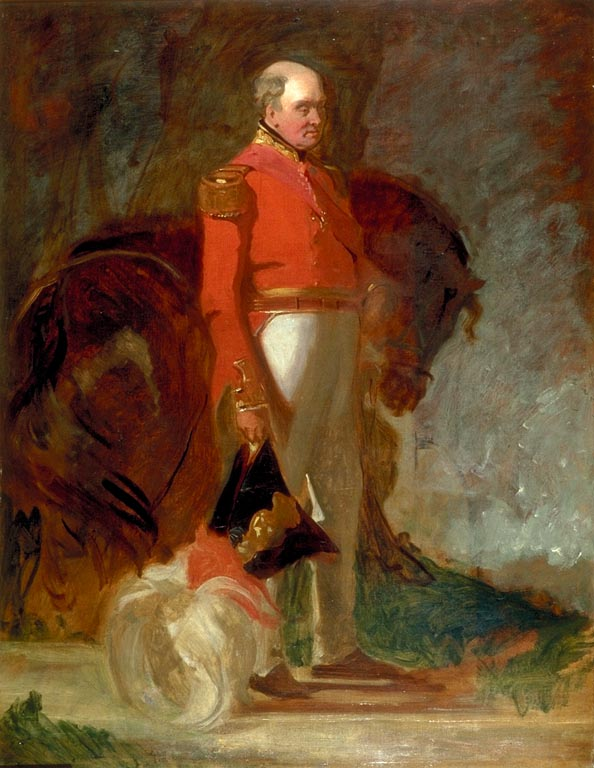
希尔将军晚年的画像

## 家庭
希尔终生未婚，在他死后，世袭爵位传给了他已故兄弟约翰的儿子罗兰·希尔（Rowland Hill, 2nd Viscount Hill）。此外，希尔的另外三个兄弟托马斯、罗伯特和克莱门特也都从军，兄弟四人都参加过滑铁卢战役。

## 引文
1. ↑  Montague-Smith, P.W. (ed.), Debrett's Peerage, Baronetage, Knightage and Companionage, Kelly's Directories Ltd, Kingston-upon-Thames, 1968, p.577
2. 1 2  Burke, Bernard; Bernard Burke. . London: Harrison. 1869: 584. Burke, Bernard (1869). A General and Heraldic Dictionary of the Peerage and Baronetage of the British Empire, Volume 1. London: Harrison. p. 584.
3. 1 2 3  Dalton 1904，第13頁.
4. ↑  . The King's School Chester.   [2 December 2011]. （原始内容存档于15 December 2011）.
5. 1 2  . 倫敦憲報. 29 January 1791.
6. ↑  . 倫敦憲報. 15 March 1791.
7. ↑  . 倫敦憲報. 26 March 1793.
8. 1 2 3 4 5 6 7 8 9 10 11 12 13  .  線上版. 牛津大學出版社. 2004. doi:10.1093/ref:odnb/13298. 需要订阅或英国公共图书馆会员资格
9. ↑  . 倫敦憲報. 12 November 1793.
10. ↑  . 倫敦憲報. 24 May 1794.
11. ↑  . 倫敦憲報. 22 July 1794.
12. ↑  . 倫敦憲報. 31 December 1799.
13. ↑  . 倫敦憲報. 29 October 1805.
14. ↑  Glover, p 108
15. 1 2  Oman, p 118
16. ↑  . 倫敦憲報. 28 December 1811.
17. ↑  . 倫敦憲報. 18 January 1812.
18. ↑  . 倫敦憲報. 18 February 1812.
19. ↑  . 倫敦憲報. 2 May 1812.
20. ↑  . 倫敦憲報. 19 April 1814.
21. ↑  . 倫敦憲報. 13 September 1814.
22. ↑  Oman, p 370-1
23. ↑  . 倫敦憲報. 5 October 1813.
24. ↑  Burke, p. 231
25. ↑  Glover, p 349
26. ↑  . 倫敦憲報. 26 July 1814.
27. ↑  Oman, p 115
28. ↑  . 倫敦憲報. 20 October 1812.
29. ↑  . 倫敦憲報. 11 June 1814.
30. 1 2  Thorne, R.G. . History of Parliament.   [14 April 2018]. （原始内容存档于2023-06-10）.
31. ↑  . Leigh Rayment's House of Commons pages. 原始内容存档于10 August 2009.
32. ↑  . 倫敦憲報. 3 May 1814.
33. ↑  . 倫敦憲報. 10 January 1809.
34. ↑  . 倫敦憲報. 19 September 1809.
35. ↑  . 倫敦憲報. 6 May 1815.
36. ↑  . 倫敦憲報. 19 November 1830.
37. ↑  . 倫敦憲報. 4 January 1815.
38. ↑  . 倫敦憲報. 23 September 1815.The London Gazette announced the award a month later from the date it was conferred given in The Complete Peerage".
39. ↑  . St Catherine Press, London. 1926: 520.
40. ↑  . 倫敦憲報. 3 August 1821.
41. ↑  . 倫敦憲報. 29 June 1830.
42. ↑  . Shrewsbury Chronicle. 10 March 1850 –British Newspaper Archive.